# Vincent Pompetti
Vincent Pompetti, né le 2 avril 1977 à Liège, est un auteur de bande dessinée belge.

## Biographie

### Jeunesse et formation
Vincent Pompetti naît le 2 avril 1977 à Liège. Italien, il est originaire de Pineto et Atri, dans la région des Abruzzes. Pompetti suit pendant trois ans les cours de l'Institut Saint-Luc à Liège dont il sort diplômé. Puis, il réalise seul sa première bande dessinée qui a pour thème la science-fiction : Planète Divine, paraît en deux tomes dans la collection « Carrément BD » aux éditions Glénat en 2002 et en 2003. Il entame ensuite une collaboration avec le scénariste Tarek avec qui il réalise entre autres le deuxième cycle de la série d'espionnage Sir Arthur Benton.

### Carrière
Depuis son installation en Bretagne en 2007, il se consacre aussi à la peinture à l'huile sur toile et l'illustration.
En 2012, Pompetti commence une adaptation en bande dessinée de La Guerre des Gaules d'après le texte de Jules César sur un scénario de Tarek, le premier tome paraît en avril et dont le journaliste et fin connaisseur du monde la bande dessinée Didier Pasamonik fait une bonne critique sur ActuaBD. L'auteur enchaîne avec le second tome qui paraît en 2014. Ce diptyque historique fait l'objet d'une intégrale en 2016 chez Tartamundo. Le Malouin — une édition revue et augmentée du one shot Œil brun, œil bleu — paraît cette fois aux éditions Tartamudo et sort entre les deux les tomes.
En 2015, il revient à la science-fiction en auteur et publie un roman graphique intitulé Les Anciens Astronautes chez le même éditeur. Tandis qu'en 2020, il remet Le Malouin en ouvrage et augmente l'édition précédente. Avec Avalon. Les Dames du Lac, Vincent Pompetti revisite la légende du roi Arthur chez Tartamundo en 2021.
Vincent Pompetti s'inspire librement du roman Markosamo le sage de la romancière française Christia Sylf pour réaliser seul Le Sage d'Atlantide, l'album est financé par la plateforme de financement participatif Ulule et paraît dans la collection « Mythe » chez Tartamundo en 2023.
En matière d'influences, l'auteur déclare apprécier Vink, Sergio Toppi, Pratt, Comès, Harold Foster, Frank Frazetta.
Parallèlement, Vincent Pompetti enseigne la peinture et donne de cours de croquis à Rennes.

## Œuvres

### Albums de bande dessinée
- Planète divine, Glénat, coll. « Carrément BD » :

1. Les Voyageurs de l'esprit[7],[8], 2002  (ISBN 2723436071).
2. Les Bâtisseurs d'imaginaire, 2003  (ISBN 272343964X).

- Raspoutine (dessin), avec Tarek (scénario), EP, coll. « Trilogies » :

1. Le Manuscrit, 2006  (ISBN 2848101040).
2. Le Faux Prophète[9], 2007  (ISBN 9782848101569).
3. La Conspiration de Youssoupov, 2008  (ISBN 9782848101828).

- Sir Arthur Benton : Cycle II (dessin), avec Tarek (scénario), EP, coll. « Trilogies » :

1. L’Organisation[10], 2008  (ISBN 9782848101989).
2. Le Coup de Prague, 2009  (ISBN 9782848102474).
3. La Mort de l'Oncle Joe[11], 2010  (ISBN 978-2-84810-301-3).

- - Intégrale Guerre froide, 2011  (ISBN 978-2-84810-365-5)
- Œil brun, œil bleu[12] (dessin), avec Tarek (scénario), EP, coll. « Atmosphères », 2008  (ISBN 978-2-84810-206-1).
- La Guerre des Gaules (dessin), avec Tarek (scénario), Tartamudo, coll. « Histoire » :

1. Caius Julius Caesar[4], 2012  (ISBN 9782910867416).
2. Vercingétorix, 2013  (ISBN 9782910867447).

- - Intégrale[13], 2016  (ISBN 978-2-910867-53-9)
- Le Malouin[14], Tartamudo, coll. « Tebeos », Cachan, 25 octobre 2012
Scénario : Tarek - Dessin et couleurs : Vincent Pompetti -  (ISBN 978-2-910867-43-0),Édition revue et augmentée de Œil brun, œil bleu.
- Les Anciens Astronautes[15],[16], Tartamudo, coll. « Pegasus », Toulon, 2e trimestre 2015
Scénario, dessin et couleurs : Vincent Pompetti -  (ISBN 978-2-910867-48-5)
- Constellation[17], Tartamudo, coll. « Pegasus », Toulon, 22 juin 2017
Scénario, dessin et couleurs : Vincent Pompetti -  (ISBN 978-2-910867-55-3)
- Avalon. Les Dames du Lac[18],[5],[19], Tartamudo, coll. « Tebeos », Toulon, 12 février 2021
Scénario, dessin et couleurs : Vincent Pompetti -  (ISBN 9782910867713)
- Le Sage d'Atlantide[6], Tartamudo, coll. « Mythe », Toulon, 12 décembre 2022
Scénario, dessin et couleurs : Vincent Pompetti -  (ISBN 978-2-910867-92-8)
- 3. Onys : Le Sanctuaire entre les Mondes, Tartamudo, coll. « Pegasus », Toulon, 25 juillet 2025
Scénario, dessin et couleurs : Vincent Pompetti -  (ISBN 978-2-910867-90-4)

### Artbooks
- La Guerre des Gaules - Le Carnet, Tartamudo, Cachan, 1er mai 2019
Scénario : Tarek - Dessin et couleurs : Vincent Pompetti -  (ISBN 2-910867-64-1)

### Para-BD
Vincent Pompetti réalise l'affiche du festival BulleBerry à Bourges en 2011 et celle du festival d'Ajaccio en 2012.

### Expositions

#### Expositions individuelles
- Galerie Napoléon, Paris, 2012[21]
- Galerie Napoléon, Paris, 2014[22]
- La Fabrique des images, galerie Philippe Gelot à Paris en 2015[21]
- La Guerre des Gaules, château de Dampierre-sur-Boutonne en janvier 2019[23].

#### Expositions collectives
- Goldorak Go !, à L’Atelier - Espace de création de Rennes du 11 au 14 novembre 2021[24].

#### Livres
: document utilisé comme source pour la rédaction de cet article.
- Jacques Fiérain, « Pompetti, Vincent », dans La BD dans les provinces de Liège, Namur et Luxembourg, Charleroi, Éd. l'Âge d'or, 2004, 112 p., ill. ; 31 cm (ISBN 9782960019698, OCLC 470388297, présentation en ligne), p. 86. .
- Philippe Mellot, Michel Denni, Laurent Turpin et Isabelle Morzadec, Trésors de la bande dessinée : BDM 2022-2023 - Catalogue encyclopédique et Argus, Paris, Les Arènes, novembre 2022, 23e éd., 1677 p., ill. ; 23 cm (ISBN 9791037507280, OCLC 1351462460, présentation en ligne), p. 65, 108, 327, 568, 912, 996, 1060, 1157. .

#### Périodiques
- Vincent Pompetti (interviewé par Damien Perez), « Pin-up à gogo : Si tu t'imagines... - Entretien avec Vincent Pompetti », Casemate, no 37,‎ mai 2011 (ISSN 1964-504X).
- Vincent Pompetti (interviewé par Sophie Bogrow), « Carnet : Bienvenue dans mon paradis - Entretien avec Vincent Pompetti », Casemate, no 116,‎ juillet-août 2018 (ISSN 1964-504X).

#### Articles
- Vincent Pompetti (interviewé par Spooky), « Interview de Vincent Pompetti », bdthèque,‎ 19 août 2008 (lire en ligne, consulté le 4 janvier 2023)
- Vincent Pompetti et Tarek (interviewés par Jean-Claude Attali), « Rencontre avec Tarek et Vincent Pompetti pour la guerre des Gaules », Bulle d'encre,‎ 15 février 2017 (lire en ligne, consulté le 4 janvier 2023)
- Vincent Pompetti (interviewé par Patrick Bouster), « La légende, si éclairante… sur nous : interview avec Vincent Pompetti », BDzoom,‎ 18 mars 2021 (lire en ligne, consulté le 4 janvier 2023).
- Vincent Pompetti (interviewé), « Interview de Vincent Pompetti, à propos de « Sir Arthur Benton », cycle 2 », La Mouette hurlante,‎ 8 mars 2025 (lire en ligne, consulté le 27 mars 2025).

### Podcasts
- Le Malouin de Tarek et Vincent Pompetti : Interview sur SoundCloud, interview de France Net Infos (6 min 14 s), 20 novembre 2012.
- Interview avec Vincent Pompetti sur Mixcloud, interview : eclectriqueradio (45 min 8 s)